# Hideki Suzuki
Hideki Suzuki (鈴木 秀樹, Suzuki Hideki)  (né le 18 février 1980 sur l'île d'Hokkaido), est un catcheur (lutteur professionnel) japonais.
Formé au dojo de l'Inoki Genome Federation (IGF), il commence sa carrière dans cette fédération fin 2008, il y remporte la 2e tournoi Inoki Genome en 2012. Il quitte cette fédération en 2014 pour rejoindre la Pro Wrestling Zero1 (Zero-1) et y devient champion poids-lourds national uni de la Zero-1 puis champion du monde poids-lourds de la Zero-1. 

## Carrière

### Inoki Genome Federation (2008-2015)
Suzuki s'entraîne au dojo de l'Inoki Genome Federation (IGF) auprès de Shigeo Miyato et Billy Robinson. C'est dans cette fédération qui propose des combats mêlant catch et arts-martiaux mixtes fait son premier combat le 24 novembre 2008 où il perd face à Hiromitsu Kanehara,. Il obtient une victoire de prestige face au combattant d'arts-martiaux mixtes Mark Coleman le 3 décembre 2010 au cours d'Inoki Bom-Ba-Ye 2010.
En 2011, il continue d'affronter des adversaires plus célèbres comme Harry Smith qu'il bat le 27 août et Josh Barnett face à qui il perd le 31 décembre,.
Le 26 mai 2012, il se fait éliminer en demi-finale du 1er tournoi de l'Inoki Genome par Atsushi Sawada. Il connait ensuite deux défaites face au kick-boxeur Peter Aerts d'abord le 10 juillet puis le 16 octobre,. 

### Pro Wrestling Zero-1 (2014-2018)
Le 3 août 2014, il bat Tama Williams et remporte le NWA United National Heavyweight Championship. Le 24 novembre, lui et Kohei Sato perdent contre Dangan Yankies (Masato Tanaka et Takashi Sugiura) et ne remportent pas les NWA Intercontinental Tag Team Championship.
Dans le cadre d'une relation de travail entre la Wrestle-1 et la Zero-1,Suzuki a commencé aussi à faire des apparitions pour la Wrestle-1, ou il se trouve un rival en Kai. Le 8 mars 2015, après que Kai ait capturé le Wrestle-1 Championship, Suzuki à immédiatement confronté le nouveau champion et l'a défié à un match pour le titre. Le 1er avril, il bat Kai en sept minutes et remporte le championnat de la W-1,. Le 5 mai, il travaille systématiquement aux événements de la Zero-1 où il perd le NWA United National Heavyweight Championship contre Kamikaze et de la Wrestle-1 où il conserve le Wrestle-1 Championship contre Ryota Hama,. Le 18 juin, il conserve le titre contre Shūji Kondō. Le 27 juin, il  effectue son retour à l'IGF où il remporte le Genome-1 2015 Nagoya Tournament en battant Daichi Hashimoto en finale. Après sa victoire, il forme un groupe "anti-IGF" avec Erik Hammer, Kevin Kross et Knux. Le 12 juillet, il perd le Wrestle-1 Championship contre Kai,,. Le 1er novembre, il bat Kohei Sato et remporte le Pro Wrestling Zero1 World Heavyweight Championship.
Le 14 septembre 2017, lui et Kohei Sato battent Shogun Okamoto et Yutaka Yoshie et remportent les vacants NWA Intercontinental Tag Team Championship.

### Big Japan Pro-Wrestling (2015-2019)
Le 30 mars, il bat Daisuke Sekimoto et remporte le BJW World Strong Heavyweight Championship. Le 17 décembre, il perd le titre contre Daichi Hashimoto.

### Pro Wrestling NOAH (2018-2020, 2022-...)
Lors de Great Voyage In Yokohama 2022, lui et Takashi Sugiura participent à un tournoi pour déterminer les nouveaux GHC Tag Team Champions qu'ils remportent en battant Daiki Inaba et Kaito Kiyomiya en finale. Le 4 mai, ils perdent leur titres contre leur coéquipiers de Sugiura-gun (El Hijo de Dr. Wagner Jr. et René Duprée).
Lors de Destination 2022, lui et Timothy Thatcher battent Masa Kitamiya et Yoshiki Inamura et remportent les vacants GHC Tag Team Championship. Il participe ensuite au N-1 Victory où il perd en finale contre Kaito Kiyomiya. Le 25 septembre, lui et Timothy Thatcher perdent les GHC Tag Team Championship contre Takashi Sugiura et Satoshi Kojima.

### World Wrestling Entertainment (2021-2022)

#### Débuts à NXT, Diamond Mine et départ (2021-2022)
Le 22 juin à NXT, il effectue ces débuts en tant que membre du clan The Diamond Mine aux côtés de Roderick Strong, Tyler Rust et Malcolm Bivens.
Le 5 janvier 2022, il est renvoyé par la WWE.

## Palmarès
- All Japan Pro Wrestling
  - 1 fois AJPW World Tag Team Championship avec Suwama

- Big Japan Pro Wrestling
  - 2 fois BJW World Strong Heavyweight Championship[34]
  - 1 fois Yokohama Shopping Street 6-Man Tag Team Championship avec Takuya Nomura et Yoshihisa Uto

- Inoki Genome Federation
  - 2nd Inoki Genome Tournament (2013)
  - Genome-1 2015 Nagoya

- Pro Wrestling NOAH
  - 2 fois GHC Tag Team Championship avec Takashi Sugiura (1) et Timothy Thatcher (1)

- Pro Wrestling Zero1
  - 1 fois NWA Intercontinental Tag Team Championship avec Kohei Sato
  - 1 fois NWA United National Heavyweight Championship
  - 1 fois World Heavyweight Championship

- Wrestle-1
  - 1 fois Wrestle-1 Championship

## Récompenses des magazines
- Pro Wrestling Illustrated

| Année | 2015 | 2016 | 2017 |
| ----- | ---- | ---- | ---- |
| Rang  | 181  | 219  | 212  |